# 四神聯袂
四神聯袂:121，是指臺灣秀姑巒阿美族馬太鞍神話中，文化傳承之神Tatakosan sapatrok在洛巴拉奧（Lopalanau）淨化世界後，見族人耕種作物的方法與季節錯誤，於是聯袂撒力巴契（Salipatsip sapatrok）、賽莎曜（Saisajau no tsidal）、奇高琪高（Tsiyautsiyau no tsidal）降臨人間，並傳授了人們神語（Soal no malatau）與釀酒技術:131:417。